# Thẩm định giá doanh nghiệp
Thẩm định giá doanh nghiệp là quá trình xác định giá trị kinh tế của doanh nghiệp, giúp chủ sở hữu ước tính khách quan về giá trị của doanh nghiệp họ. Thông thường, việc thẩm định giá doanh nghiệp xảy ra khi chủ sở hữu muốn bán toàn bộ hoặc một phần doanh nghiệp của họ hoặc hợp nhất với một doanh nghiệp khác. Một số lý do khác cho hoạt động này là chủ sở hữu cần vay nợ hay bổ sung thêm vốn chủ sở hữu để mở rộng hoạt động kinh doanh của mình, hay là cần phân tích thuế kỹ lưỡng hơn hoặc có kế hoạch thêm cổ đông. Trong trường hợp cuối cùng này, giá trị của cổ phiếu cũng cần được xác định. Quá trình định giá cho chủ sở hữu biết giá trị hiện tại của doanh nghiệp của họ bằng cách phân tích tất cả các khía cạnh của doanh nghiệp, bao gồm hoạt động quản trị của doanh nghiệp, cấu trúc vốn, thu nhập trong tương lai và giá trị thị trường của tài sản.

## Các phương pháp thẩm định giá doanh nghiệp[2][3][4][5]
Trên thực tế, sự kết hợp của ba phương pháp này có thể là cách tốt nhất để có được giá trị khách quan và chính xác cho doanh nghiệp. Cách tốt nhất để có được mức định giá công bằng nhất là thuê một thẩm định viên doanh nghiệp có kinh nghiệm để tư vấn  các phương pháp tốt nhất về cách đánh giá doanh nghiệp.

### Cách tiếp cận từ thị trường[7][8][9]
Cách tiếp cận giả định rằng một người bán sẽ không đồng ý tiến hành giao dịch khi giá trị doanh nghiệp thấp hơn các doanh nghiệp tương đương khác và người mua sẽ không chi trả cao hơn giá trị doanh nghiệp và cách tiếp cận này hoạt động dựa trên nguyên tắc so sánh các yếu tố của một doanh nghiệp với doanh nghiệp cần thẩm định về những mặt như: Ngành nghề đang kinh doanh, mô hình, quy mô của doanh nghiệp, giá giao dịch thành công của các doanh nghiệp tương tự trước đó... Điều này đôi khi cũng dẫn đến tình trạng một doanh nghiệp bị định giá quá thấp hoặc quá cao so với giá trị của nó.

### Cách tiếp cận từ chi phí[10][11]
Cách tiếp cận này được sử dụng để xác định giá trị của một doanh nghiệp từ góc độ bảng cân đối kế toán. Nói cách khác, thẩm định viên sẽ xác định giá trị tổng thể của doanh nghiệp dựa trên giá trị cơ bản của tài sản doanh nghiệp trừ (-) các khoản nợ phải trả. Phương pháp này ít phụ thuộc vào dòng tiền tương lai hơn so với cách tiếp cận từ thu nhập, thay vào đó là tập trung vào bảng cân đối kế toán và trình bày rõ giá trị hợp lí của các thông tin trên báo cáo tài chính. Cách tiếp cận này có thể được sử dụng cho các doanh nghiệp mới thành lập hoặc đang trong giai đoạn đầu của quá trình kinh doanh vì nó phản ảnh một cách chính xác chi phí hoạt động của doanh nghiệp, vì tại thời điểm này các so sánh với doanh nghiệp tương tự khác là không thật sự phù hợp vì cơ bản chúng đã khác nhau hoàn toàn về quy mô.

### Cách tiếp cận từ thu nhập[12][13][14]
Cách tiếp cận này chủ yếu dựa vào nguyên tắc dự kiến lợi ích trong tương lai, nghĩa là dựa vào giá trị của cổ phiếu trong tương lai của các doanh nghiệp chiết khấu dòng tiền về hiện tại để tính toán giá trị của doanh nghiệp tại thời điểm thẩm định, hoạt động này được sử dụng thường xuyên trong các trường hợp mua bán và sát nhập doanh nghiệp. Doanh nghiệp cũng có thể áp dụng công thức giá trị hiện tại thuần để tính toán khi nào các hoạt động đầu tư máy móc, thiết bị, tăng cường quy mô sản xuất của mình sau bao lâu được hoàn vốn.

## Vai trò của thẩm định giá doanh nghiệp đối với nền kinh tế[15]
Đối với chủ sở hữu: Nhìn nhận khả năng hoạt động kinh doanh của doanh nghiệp và tiến hành điều chỉnh một số hoạt động cần thiết góp phần nâng cao hiệu quả hoạt động, là cơ sở quan trọng giúp doanh nghiệp thu hút nguồn vốn đầu tư từ các nhà đầu tư. 
Đối với nhà đầu tư: Chứng thư thẩm định giá doanh nghiệp giúp nhà đầu tư có cái nhìn tổng quan về khả năng tài chính, mức độ uy tín và vị thế tín dụng của doanh nghiệp trên thị trường. Việc tiến hành thẩm định giá doanh nghiệp là cơ sở giúp các nhà đầu tư đưa ra quyết định có tiếp tục tài trợ nguồn vốn, cấp quỹ tín dụng cho doanh nghiệp hay không.
Đối với nhà nước: Giúp cung cấp cái nhìn tổng quan về hoạt động kinh doanh của doanh nghiệp, từ đó dễ dàng cho Nhà nước quản lí các hoạt động thuế bổ sung vào nguồn ngân sách quốc gia.